# Tóth Anna
Tóth Anna (Kazincbarcika, 2003. november 20. –) magyar gátfutó.

## Pályafutása
2020-ban háromszor döntött magyar ifjúsági csúcsot 100 méter gáton. Az év végi U18-as világranglistán 84 cm-es gáton hetedik, 76 cm-esen hatodik volt.
2021 tavaszán combhajlító-sérülést szenvedett. A júliusi U20-as Eb-n a döntőben az utolsó gáton elvesztette az egyensúlyát és nyolcadik lett. A 2021-es junior atlétikai világbajnokságon Nairobiban 100 méteres gátfutásban bronzérmes lett.
2022-ben ismét bronzérmes lett a junior atlétikai világbajnokságon a kolumbiai Caliban, és ezzel új magyar U20-as rekordot ért el, 13,00 másodperces idővel. A felnőtt Európa-bajnokságon tagja volt a 4 × 100 méteres váltónak.
A 2023-as fedett pályás atlétikai Európa-bajnokságon kiesett a selejtezőben Júliusban bronzérmet szerzett a U23-as Európa-bajnokságon 100 méteres gátfutásban a finnországi Espooban. Még ebben a hónapban ezüstérmet szerzett a magyar bajnokságon, és új egyéni csúcsot állított fel, amivel a magyar U23-as rekordot 12,84 másodpercre csökkentette.
2023 augusztusában bekerült a 2023-as atlétikai világbajnokság keretébe. A 2023-ban megrendezett 2021-es egyetemi világjátékokon bejutott a döntőbe, de ott nem ért célba. A világbajnokságon kiesett a selejtezőben.
2025 februárjában Berlinben U23-as magyar csúcsot ért el.

## Eredményei
Magyar bajnokság
- 100 m gát
  - aranyérmes: 2024
  - ezüstérmes: 2023, 2025

fedett pályás magyar bajnokság
- 60 m gát
  - aranyérmes: 2025
  - ezüstérmes: 2022, 2023
  - bronzérmes: 2021, 2024

## Rekordjai
100 m gát
- 13,91 (2020. július 16., Debrecen) ifjúsági magyar csúcs (felnőtt gátmagasság (84 cm))[11]
- 13,85 (2020. július 25, Budapest) ifjúsági magyar csúcs (felnőtt gátmagasság)[12]
- 13,80 (2020. augusztus 8., Budapest) ifjúsági magyar csúcs (felnőtt gátmagasság)[13]
- 13,23 (2022. június 25.) U20-as magyar csúcs[14]
- 13,16 (2022. augusztus 5, Cali) U20-as magyar csúcs[15]
- 13,00 (2022. augusztus 6, Cali) U20-as magyar csúcs[16]
- 12,84 (2023. július 8., Budapest) U23-as magyar csúcs[17]
- 12,78 (2025. június 17., Besztercebánya) U23-as magyar csúcs
- 12,77 (2025. augusztus 3., Budapest) U23-as magyar csúcs

60 m gát
- 8,22 (2022. február 13., Nyíregyháza) U20-as magyar csúcs[18]
- 8,05 (2024. február 18., Nyíregyháza) U23-as magyar csúcs
- 8,03 (2025. február 14., Berlin) U23-as magyar csúcs

## Legjobb eredményei évenként
100 m gát
- 2019: 14,63 (magyar ranglista: 12.)
- 2020: 13,80 (8.)
- 2021: 13,46 (4.)
- 2022: 13,00 (3.)
- 2023: 12,84 (2.)
- 2024: 13,09 (3.)

60 m gát
- 2021: 8,46 (6.)
- 2022: 8,22 (2.)
- 2023: 8,11 (2.)
- 2024: 8,05 (3.)

## Díjai, elismerései
- Az év magyar junior atlétája (2022)[20]